# Unterseeboot UB-73
Pour les autres navires du même nom, voir Unterseeboot 73.
L'Unterseeboot UB-73 est un sous-marin (U-Boot) allemand de type UB III utilisé par la Kaiserliche Marine pendant la Première Guerre mondiale. Il a été mis en service dans la marine impériale allemande le 2 octobre 1917.
L'UB-73 a servi en mer Méditerranée. Le 21 novembre 1918, il est livré à la France, comme l’exigent les clauses de l’armistice avec l’Allemagne.

## Conception
Comme tous les sous-marins de type UB III, l'UB-73 avait un déplacement de 508 tonnes en surface et de 639 tonnes en immersion. Ses moteurs lui permettaient de naviguer à 13,4 nœuds (24,8 km/h) en surface et à 7,5 nœuds (13,9 km/h) en immersion. Il avait une autonomie de 8420 milles marins (15590 km) à sa vitesse de croisière. L'UB-73 transportait 10 torpilles et était armé d’un canon de pont de 8,8 cm. L'UB-73 avait un équipage pouvant compter jusqu’à 3 officiers et 31 hommes. 

## Carrière
L'UB-72 a été commandé par le GIN le 23 septembre 1916. Il a été construit par AG Vulcan à Hambourg. Après un peu moins d’un an de construction, il a été lancé à Hambourg le 11 août 1917. L'UB-73 a été mis en service plus tard la même année.

## Affectations
- V Flottille : du 30 novembre 1917 au 2 mai 1918
- Flottille I : du 2 mai au 11 novembre 1918[4].

## Commandants
- Kapitänleutnant Woldemar Adam[5] : du 2 octobre 1917 au 28 février 1918
- Kptlt. Karl Neureuther[6] : du 1er mars au 7 juillet 1918
- Kptlt. Max Bräutigam[7] : du 8 juillet au 11 novembre 1918

## Navires coulés
| Date          | Nom             | Nationalité    | Tonnage | Destin. |
| ------------- | --------------- | -------------- | ------- | ------- |
| 7 avril 1918  | Catriena        | Pays-Bas       | 115     | Coulé   |
| 11 avril 1918 | Myrtle Branch   | United Kingdom | 3741    | Coulé   |
| 14 avril 1918 | Chelford        | United Kingdom | 2995    | Coulé   |
| 16 avril 1918 | Ladoga          | United Kingdom | 1917    | Coulé   |
| 16 avril 1918 | Lodaner         | United Kingdom | 3291    | Coulé   |
| 18 avril 1918 | Dalegarth Force | United Kingdom | 684     | Coulé   |
| 23 juin 1918  | Mountain Laurel | Norvège        | 705     | Coulé   |
| 24 juin 1918  | HMS D6          | Royal Navy     | 495     | Coulé   |
| 25 juin 1918  | Orissa          | United Kingdom | 5,358   | Coulé   |